# Ophrys olbiensis
Ophrys olbiensis är en orkidéart som beskrevs av E.G.Camus. Ophrys olbiensis ingår i ofryssläktet, och familjen orkidéer. Inga underarter finns listade i Catalogue of Life.